# گوگوش
فائقه آتشین (زادهٔ ۱۵ اردیبهشت ۱۳۲۹) که با نام هنری گوگوش شناخته می‌شود، خواننده و بازیگر سابق ایرانی است. او از آغاز فعالیت خود از محبوبیت قابل توجهی برخوردار بوده و اکنون به یک نماد فرهنگی تبدیل شده است. از او با عنوان «شاه‌ماهی موسیقی ایران» یاد می‌شود.
گوگوش عمدتاً به‌خاطر تأثیراتش در موسیقی پاپ ایران مشهور است؛ امّا در دهه‌های ۱۳۳۰ تا ۱۳۵۰ خورشیدی در فیلم‌های مختلفی نیز بازی کرده است. او در اواسط دههٔ ۱۳۵۰ به اوج شهرت و موفّقیت رسید و برای بازی در بی‌تا (۱۳۵۱) برندهٔ جایزهٔ بهترین بازیگر زن جشنوارهٔ سپاس شد. در طول آن دهه، برخی زنان ایرانی به‌طور گسترده‌ای از گوگوش تقلید می‌کردند. پس از وقوع انقلاب ۱۳۵۷ در اواخر سال ۱۳۵۷، او به ایالات متحده رفت؛ ولی پس از مدّت کوتاهی به ایران بازگشت و تا سال ۱۳۷۹ در تهران ماند. او در طول سال‌های اقامت در ایران پس از انقلاب، به علّت ممنوعیت کار برای خوانندگان زن، دیگر برنامه‌ای اجرا نکرد. پس از ترک ایران در سال ۱۳۷۹، او در همان سال اول ۲۷ کنسرت در کشورهای اروپایی و آمریکای شمالی برگزار کرد.
از زمان بازگشت به صحنه، گوگوش در مکان‌های مختلف در سراسر جهان کنسرت اجرا کرده است. از جملهٔ مشهورترین مکان‌هایی که گوگوش در آن‌ها اجرا داشته می‌توان به مدیسن اسکوئر گاردن در نیویورک، ایر کانادا سنتر در تورنتو، اریکسون گلوب در استکهلم، رویال آلبرت هال در لندن و هالیوود بول و تئاتر مایکروسافت در لس آنجلس اشاره کرد.

## آغاز زندگی

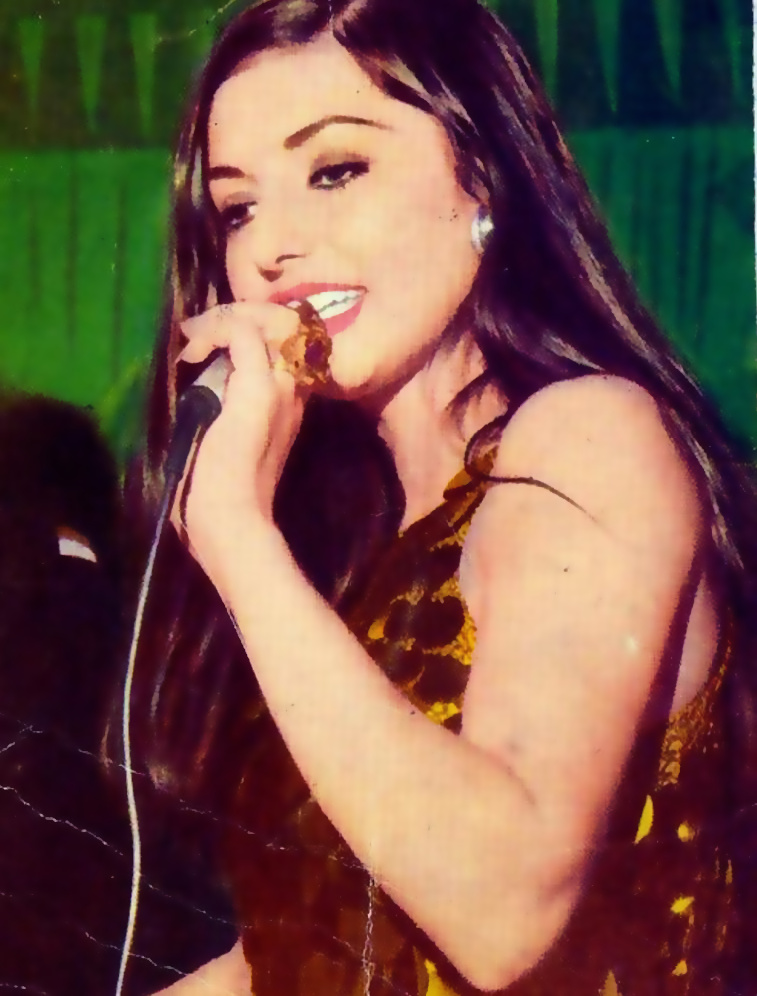
گوگوش در نوجوانی در حال اجرا روی صحنه در سال ۱۳۴۸

فائقه آتشین در ۱۵ اردیبهشت ۱۳۲۹ در محله سرچشمه تهران زاده شد. هرچند که تاریخ ثبت‌شده در شناسنامهٔ او، او را زادهٔ ۱۸ بهمن ۱۳۲۹ نشان می‌دهد، ولی خود او می‌گوید بر پایهٔ گفتهٔ مادرش، در «۱۵ اردیبهشت» به دنیا آمده است. دانشنامهٔ بریتانیکا نیز تاریخ تولد او را ۵ مهٔ ۱۹۵۰ (برابر با ۱۵ اردیبهشت ۱۳۲۹) ذکر کرده است. خانوادهٔ وی اصالتاً از آذربایجانی‌هایی بودند که از آذربایجان شوروی به ایران مهاجرت کرده‌بودند. پدر گوگوش از اهالی شهر سراب بود، پدر و مادر گوگوش هنگامی که وی ۲ سال داشت از یکدیگر جدا شدند.

گوگوش (به ارمنی: Գուգուշ) نامی ارمنی برای پسران است. در کودکی دایهٔ ارمنی‌اش او را با این نام صدا می‌کرد و بعدها این نام را به عنوان نام هنری‌اش برگزید. اما آن طور که گوگوش در مصاحبهٔ مفصّل خود با هما احسان توضیح داد، این اسم را پدرش برای وی انتخاب کرده‌بود، اما ادارهٔ ثبت احوال به علّت «عجیب بودن» این نام از ثبت آن در شناسنامهٔ نوزاد خودداری می‌کند و از پدرش می‌خواهد که یک اسم ایرانی یا عربی برایش انتخاب کند که در نهایت، او نام فائقه را برای نوزاد برمی‌گزیند. اما در خانه و به‌طور کلی مکان‌های غیررسمی از همان کودکی وی را گوگوش صدا می‌زده‌اند.

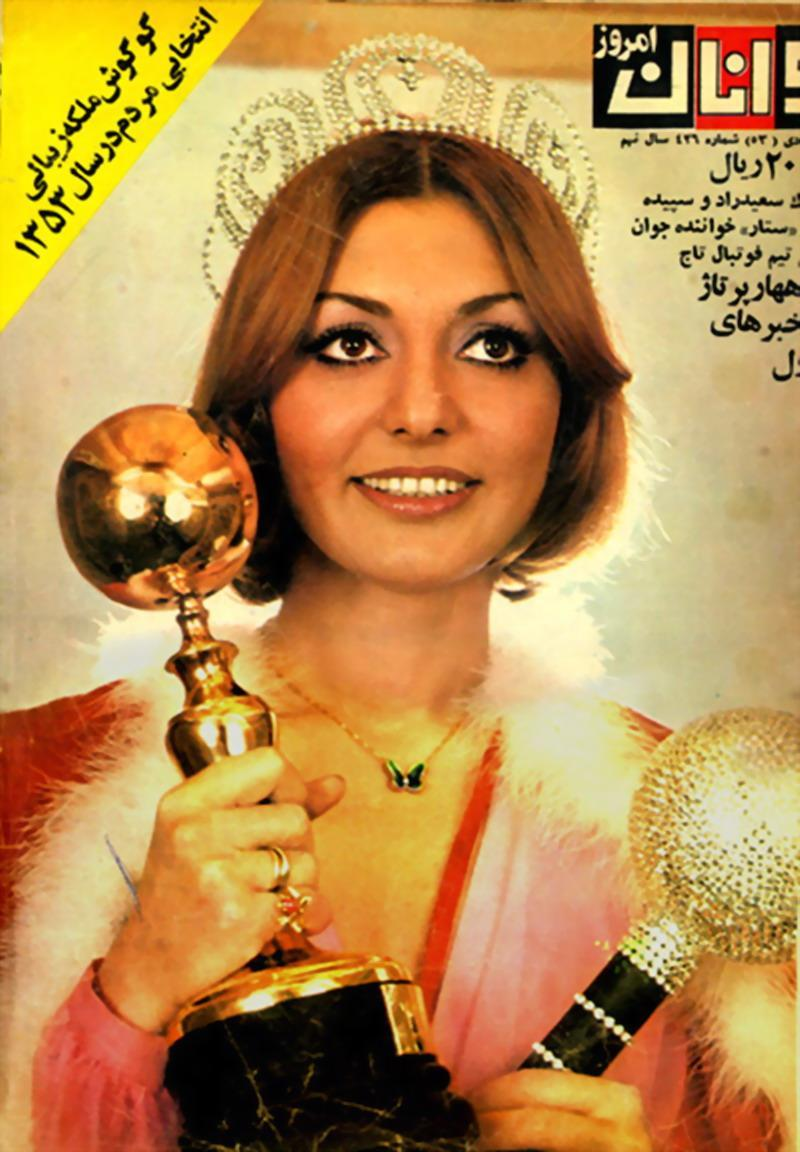
گوگوش، ملکهٔ زیبایی انتخابی مردم در سال ۱۳۵۳

## تجربه هنری
او از همان کودکی به همراه پدرش که یک شومن بود، خوانندگی و بازی در فیلم را آغاز کرد. نخستین تجربهٔ هنرپیشگی او در سن هفت سالگی بود. گوگوش بعدها در فیلم‌هایی چون «پرتگاه مخوف» (۱۹۶۳ میلادی)، «شیطون بلا» (۱۹۶۵) و «پنجره» (۱۹۷۰) ظاهر شد. ترانه‌هایی که آهنگ‌سازانی چون واروژان و حسن شماعی‌زاده برای او نوشتند و شعرهای شهیار قنبری در آن به کار رفته بود، برای او موفّقیت بزرگی پدیدآورد. تا حدّی که سایر خوانندگان پاپ زن ایرانی از سبک او تقلید کردند. سبک او در دههٔ هفتاد میلادی، در اوج شهرتش به عنوان خواننده و هنرپیشه، الگوی زنان ایرانی واقع شد که به‌جز گوش سپردن به ترانه‌های او، از سبک پوشیدن جامه، مینی‌ژوپ و مدل موی کوتاه او معروف به مدل گوگوشی تقلید می‌کردند؛ و در حال حاضر نیز اکثر مدل‌های قدیمی به نام وی ثبت شده‌اند.
ترانهٔ «هجرت» با شعر شهیار قنبری و با آهنگسازی و تنظیم ناصر چشم‌آذر را قرار بود افشین مقدم اجرا کند. اما وقتی او در یک تصادف درگذشت، گوگوش این ترانه را اجرا کرد. به گفتهٔ عده‌ای از موسیقیدانان این آهنگ یکی از شاهکارهای موسیقی ایرانی است.
گوگوش از جمله هنرمندانی بود که به جشن تولّد هفده‌سالگی ولیعهد، رضا پهلوی دعوت شد و در آن جشن، اجرای برنامه زنده داشت.

### پس از انقلاب
او پس از انقلاب به دادگاه‌های انقلاب اسلامی احضار شد. با وقوع انقلاب ایران در سال ۱۳۵۷ و برپایی نظام جمهوری اسلامی، موسیقی پاپ و آوازخوانی زنان در محافل عمومی ممنوع اعلام شد. با وجود آن که اکثر هنرمندان ایرانی، مهاجرت از ایران را انتخاب کردند؛ گوگوش که به هنگام وقوع انقلاب در ایالات متحده به سر می‌برد، به ایران بازگشت و گوشه‌گیری را در پیش گرفت.
با وجود حاکمیت نظام اسلامی بر ایران، ترانه‌ها و موزیک‌ویدیوهای گوگوش به وفور و سهولت در ایران یافت می‌شد و گوگوش همچنان طرفداران بیشتری را جذب می‌کرد. با انتخاب محمد خاتمی به عنوان رئیس‌جمهور ایران در سال ۱۳۷۶ بسیاری از محدودیت‌های پیشین برداشته شدند. به برخی از زنان (که گوگوش میان آنان نبود) اجازه داده شد تا در محافلی که همهٔ حضار، زن باشند برنامه اجرا کنند. اگرچه پخش و توزیع موسیقی پاپ همچنان ممنوع بود، ولی مالکیت آن مشکلی نداشت.

### شروع دوباره
گوگوش بعد از ۲۱ سال سکوت و گوشه‌گیری در ایران، در سال ۱۳۷۹ موفق به کسب گذرنامه و خروج از ایران شد. اکبر خوش‌کوش (یکی از افراد وزارت اطلاعات) عنوان کرد خروج گوگوش از ایران با اطلاع نهادهای امنیتی آن زمان صورت گرفته است. همچنین به نقل از مسعود کیمیایی گوگوش اذعان کرده بود که خروج او با موافقت عطاءالله مهاجرانی (وزیر وقت ارشاد) صورت پذیرفته است.
گوگوش پس از خروج از ایران فعالیت هنری خود را با ارائه آلبوم «زرتشت» که بخشی از آن در ایران به صورت مخفیانه ضبط و در کانادا تکمیل و پخش شده بود، از سرگرفت و سری کنسرت‌های بازگشت را برگزار کرد که با استقبال بی‌نظیر ایرانیان و فارسی‌زبانان خارج از ایران مواجه شد.
او در سال ۱۳۸۳ آلبوم «آخرین خبر» و در سال ۱۳۸۵ آلبوم «مانیفست» و در سال ۱۳۸۷ آلبوم «شب سپید» را با همکاری مهرداد آسمانی منتشر کرد که مورد استقبال شدید دوستداران وی قرار گرفت. او بعد از دو سال سکوت مجدد، تور سال ۲۰۰۵ آمریکا را آغاز کرد که اولین کنسرت آن در تاریخ ۱۷ سپتامبر در فروم لس آنجلس اجرا شد.
گوگوش آلبوم «حجم سبز» را در سال ۲۰۱۰ منتشر کرد. او گفت: «من سعی کرده‌ام که در این آلبوم تازه آثاری از آهنگسازان و ترانه سرایان مختلف داشته باشم.»
در سال ۲۰۱۱ وی به عنوان داور در مسابقه استعدادیابی آکادمی موسیقی گوگوش شبکه من‌وتو حضور پیدا کرد. این برنامه با استقبال مخاطبان همراه شد و سه فصل به طول انجامید. هومن خلعتبری و بابک سعیدی در کنار گوگوش داوران این مسابقه بودند و مجری برنامه رها اعتمادی بود.
وی در سال ۲۰۱۲ آلبوم «اعجاز» را منتشر کرد. او در این آلبوم علاوه بر بابک سعیدی و رها اعتمادی، با هنرمندان داخل ایران علیرضا افکاری و روزبه بمانی همکاری کرد.
گوگوش با انتشار موزیک ویدیو بهشت تبدیل به اولین خواننده ایرانی شد که رسماً از همجنسگرایان حمایت کرد. این کار او با بازخوردهای متفاوتی همراه بود.
در سال ۲۰۱۴ گوگوش همراه با ابی ترانهٔ نوستالژی را به صورت مشترک اجرا کردند و مورد توجه بسیاری از طرفداران هر دو قرار گرفت و نتیجه این همکاری تور کنسرت‌های نوستالژی و بازخوانی مشترک دو تک آهنگ «کی اشکاتو پاک میکنه» از ابی و «دو پنجره» از گوگوش بود.
گوگوش در سال ۲۰۱۵ آلبوم یازده ترانه‌ای «عکس خصوصی» را منتشر کرد. اولین آهنگ این آلبوم آخرین کاری است که واروژان انجام داده است.
وی در سال ۲۰۱۷ با همکاری حسن شماعی‌زاده و اردلان سرفراز تور مثلث خاطرها را آغاز کرد. پس از اتمام اجراها این تور با موفقیت پایان یافت. سپس گوگوش در سال‌های ۲۰۱۸ تا ۲۰۱۹ کنسرت‌های مشترکی با مارتیک اجرا کرد که میان مخاطبان آنها با استقبال فراوانی مواجه شد و در رویدادی مهم در تاریخ ۲۰ دسامبر ۲۰۱۹ یکی از کنسرت‌های مشترک این دو که در شهر پاریس برگزار شد به صورت مستقیم از شبکه تلویزیونی من‌وتو پخش شد، اما این همکاری به علّت مشکلاتی نیمه‌کاره ماند.
او با ترانه سیاسی چهل سال همکاری خود با سیاوش قمیشی را آغاز کرد. گوگوش در سال ۲۰۲۱ آخرین آلبوم خود را با نام «بیست و یک» منتشر کرد که آهنگسازی تمام آهنگ‌های این آلبوم بر عهده سیاوش قمیشی بود. شعر تمام آهنگ‌های این آلبوم را رها اعتمادی سروده است.
گوگوش در کنسرت‌های سالیان اخیر خود از دوستان هنرمند خود بسیار تقدیر کرده و آنها را در کنسرت‌های خود شریک می‌کند. از هنرمندانی نظیر مارتیک، حسن شماعی‌زاده، اردلان سرفراز، منوچهر چشم‌آذر و دائماً از هنرمندان درگذشته مانند واروژان، پرویز مقصدی و… که در موفقیتش تأثیر و سهم داشته‌اند، نام می‌برد.

### کنسرت‌های دبی
گوگوش تقریباً هر سال در شهر دبی، امارات کنسرت برگزار می‌کند. کنسرت‌هایش از گران‌ترین کنسرت‌های اجرا شده در دبی به حساب می‌آیند. هواداران بسیاری از ایران و کشورهای فارسی‌زبان مانند افغانستان، تاجیکستان تنها بخاطر دیدن اجرای زندهٔ گوگوش به دبی سفر می‌کنند.
تعداد تماشاچیان برخی از کنسرت‌های او در دبی، بیش از ۱۵۰۰۰ نفر بوده است.

## زندگی شخصی

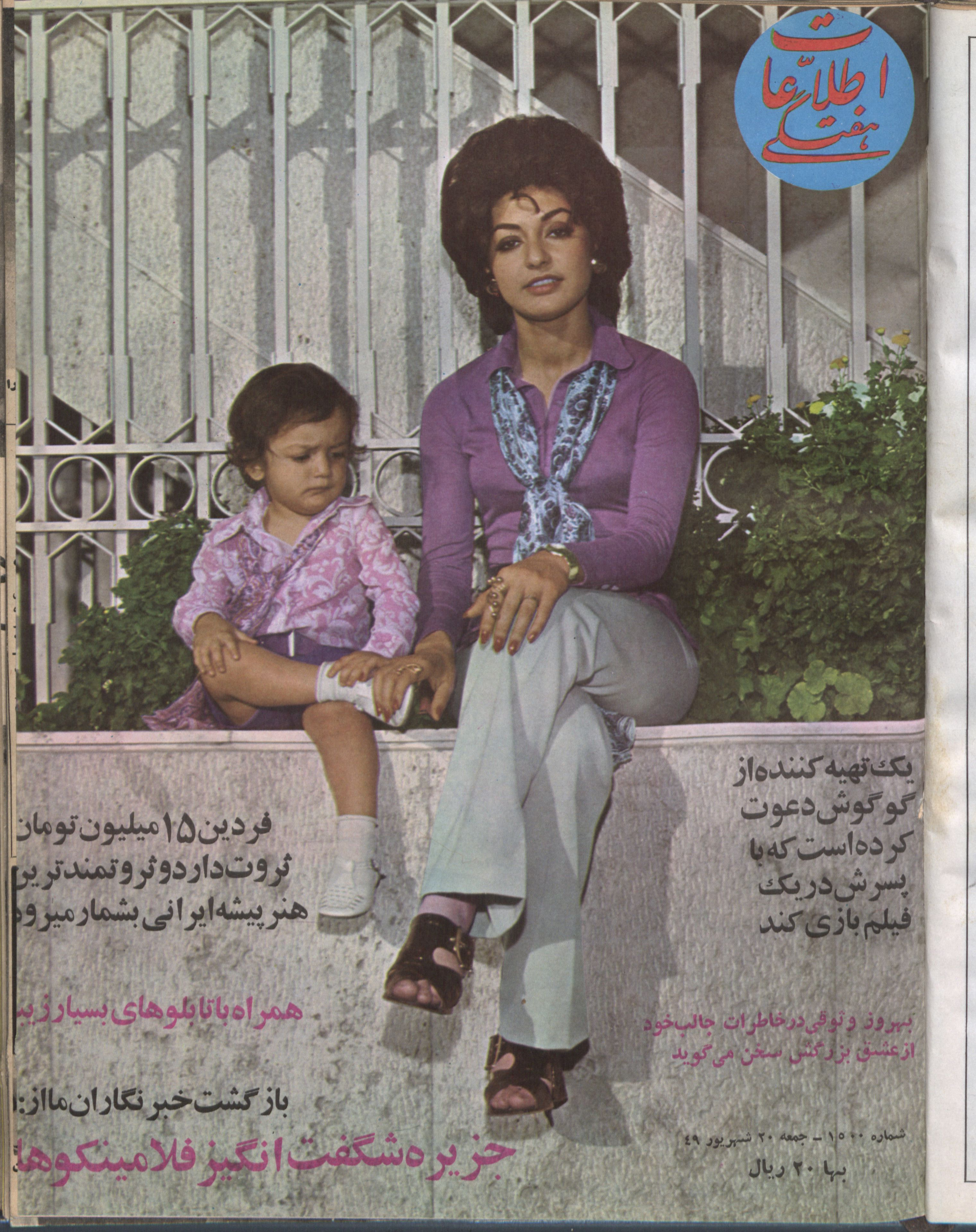
گوگوش و پسرش کامبیز قربانی روی جلد مجله اطلاعات هفتگی، ۱۳۴۹

گوگوش یک برادر تنی، دو برادر ناتنی از طرف پدری و یک خواهر و برادر ناتنی از طرف مادری دارد. برادر تنی او در ۲۴ سالگی درگذشت.
گوگوش در ۱۳۴۶ و در ۱۷ سالگی با کاباره‌دار و بوکسور محمود قربانی ازدواج کرد و حاصل آن ازدواج یک فرزند پسر به‌نام کامبیز است. آن دو پس از ۶ سال از هم جدا شدند. در سال ۱۳۵۴ گوگوش با بهروز وثوقی، بازیگر ایرانی، ازدواج کرد که ۱۴ ماه بعد از هم جدا شدند. در سال ۱۳۶۵، او با همایون مصداقی ازدواج کرد و بعدها از او جدا شد. در سال ۱۳۷۶، گوگوش با مسعود کیمیایی، کارگردانی ایرانی، ازدواج کرد و در سال ۱۳۸۲، پس از مهاجرت از ایران، از او جدا شد.
او دو نوه به نام‌های مایا و دارا دارد.

## ترانه‌شناسی

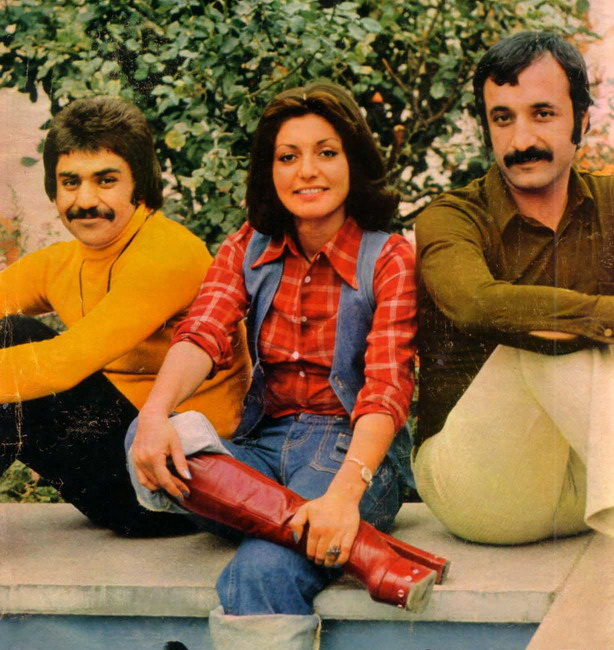
شماعی‌زاده، گوگوش، سرافراز

### آلبوم‌ها

#### پیش از انقلاب
- مسبب (همراه با داریوش)
- نیمهٔ گمشدهٔ من
- فصل تازه
- همسفر
- جاده
- مرداب
- کویر
- کوه
- اگه بمونی، اگه نمونی
- پل
- ستاره آی ستاره
- من و گنجشکای خونه
- لحظهٔ بیداری
- در امتداد شب
- دو ماهی
- دو پنجره
- شناسنامه ۱
- شناسنامه ۲

#### پس از بازگشت
- زرتشت (۲۰۰۰) (همکاری با بابک امینی و مسعود کیمیایی)
- آخرین خبر (۲۰۰۳) (همکاری با شهیار قنبری و مهرداد آسمانی)
- مانیفست (۲۰۰۴) (همکاری با شهیار قنبری و مهرداد آسمانی)
- شب سپید (۲۰۰۸) (همکاری با شهیار قنبری و مهرداد آسمانی)
- حجم سبز (۲۰۱۰) (همکاری با اردلان سرفراز و فرید زلاند)
- اعجاز (۲۰۱۲) (همکاری با بابک سعیدی و رها اعتمادی)
- عکس خصوصی (۲۰۱۵) (همکاری با بابک صحرایی و نیکان ابراهیمی)
- بیست و یک (۲۰۲۱) (همکاری با سیاوش قمیشی و رها اعتمادی)

## فیلم‌شناسی

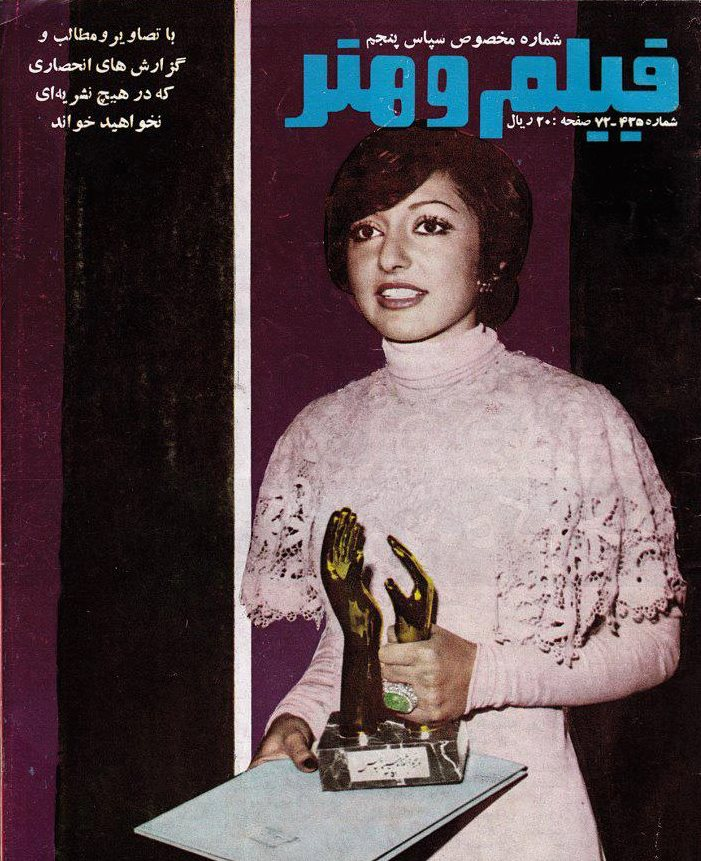
گوگوش، برندهٔ سپاس طلای بهترین بازیگر نقش اول زن در پنجمین جشنوارهٔ سینمایی سپاس برای بازی در فیلم بی‌تا

| عنوان              | سال  | نقش    | کارگردان                         |
| ------------------ | ---- | ------ | -------------------------------- |
| در امتداد شب       | ۱۳۵۶ | پروانه | پرویز صیاد                       |
| نازنین             | ۱۳۵۵ | نّیر    | علیرضا داوودنژاد                 |
| ماه عسل            | ۱۳۵۵ | مینو   | فریدون گله                       |
| همسفر              | ۱۳۵۴ | عاطفه  | مسعود اسداللهی                   |
| شب غریبان          | ۱۳۵۴ | رضا    | فرزان دلجو                       |
| ممل آمریکایی       | ۱۳۵۳ | نسرین  | شاپور قریب                       |
| بی‌تا               | ۱۳۵۱ | بی‌تا   | هژیر داریوش                      |
| احساس داغ          | ۱۳۵۰ |        | روبیک زادوریان                   |
| قصاص               | ۱۳۵۰ |        | نظام فاطمی                       |
| آسمون بی‌ستاره      | ۱۳۵۰ |        | حمید مجتهدی                      |
| پنجره              | ۱۳۴۹ | لیلی   | جلال مقدم                        |
| جنجال عروسی        | ۱۳۴۹ |        | احمد نجیب‌زاده                    |
| طلوع               | ۱۳۴۹ |        | سلیمان میناسیان و هراند میناسیان |
| گناه زیبایی        | ۱۳۴۸ |        | سیروس جراح‌زاده                   |
| شب فرشتگان         | ۱۳۴۷ |        | فریدون گله                       |
| سه دیوانه          | ۱۳۴۷ | پروانه | جلال مقدم                        |
| ستاره هفت آسمان    | ۱۳۴۷ |        | حسین مدنی                        |
| دروازه تقدیر       | ۱۳۴۶ |        | حمید مجتهدی                      |
| چهار خواهر         | ۱۳۴۶ |        | احمد نجیب‌زاده                    |
| گنج و رنج          | ۱۳۴۶ |        | صمد صباحی                        |
| در جستجوی تبهکاران | ۱۳۴۶ |        | احمد صفایی                       |
| گدایان تهران       | ۱۳۴۵ |        | محمدعلی فردین                    |
| حسین کرد           | ۱۳۴۵ |        | اسماعیل کوشان                    |
| فیل و فنجان        | ۱۳۴۵ |        | رحیم روشنیان                     |
| شیطون بلا          | ۱۳۴۴ |        | نظام فاطمی                       |
| پرتگاه مخوف        | ۱۳۴۲ |        | رضا صفایی                        |
| بیم و امید         | ۱۳۳۹ |        | گرجی عبادیا                      |
| فرشته فراری        | ۱۳۳۹ |        | گرجی عبادیا                      |